# Grand Prix w Piłce Siatkowej Kobiet 1995
Grand Prix w piłce siatkowej kobiet 1995 - siatkarski turniej rozegrany w dniach 18 sierpnia-17 września 1995 r. 
W Grand Prix brało udział 8 reprezentacji narodowych. Finał turniej odbył się w Pekinie w Chinach.

## Uczestnicy
| Ameryka Północna/Południowa     | Azja                           | Europa       |
| ------------------------------- | ------------------------------ | ------------ |
| Brazylia Kuba Stany Zjednoczone | Korea Południowa Chiny Japonia | Rosja Niemcy |

## Faza eliminacyjna

### Pierwszy weekend

#### Grupa A
Honolulu
| Data  | Drużyna 1         | Wynik | Drużyna 2         | 1     | 2     | 3     | 4     | 5     | * |
| ----- | ----------------- | ----- | ----------------- | ----- | ----- | ----- | ----- | ----- | - |
| 18.08 | Kuba              | 3:1   | Chiny             | 15:13 | 12:15 | 11:15 | 8:15  |       |   |
| 18.08 | Stany Zjednoczone | 3:1   | Japonia           | 16:14 | 13:15 | 15:8  | 15:8  |       |   |
| 19.08 | Kuba              | 3:0   | Japonia           | 15:5  | 16:14 | 15:13 |       |       |   |
| 19.08 | Stany Zjednoczone | 3:2   | Chiny             | 7:15  | 15:6  | 16:14 | 12:15 | 15:13 |   |
| 20.08 | Chiny             | 3:1   | Japonia           | 15:4  | 5:15  | 15:9  | 15:10 |       |   |
| 20.08 | Kuba              | 3:2   | Stany Zjednoczone | 15:12 | 15:7  | 14:16 | 7:15  | 17:15 |   |

#### Grupa B
Belo Horizonte
| Data  | Drużyna 1        | Wynik | Drużyna 2        | 1     | 2    | 3     | 4     | 5     | * |
| ----- | ---------------- | ----- | ---------------- | ----- | ---- | ----- | ----- | ----- | - |
| 18.08 | Korea Południowa | 3:1   | Rosja            | 15:9  | 15:9 | 9:15  | 15:11 |       |   |
| 18.08 | Brazylia         | 3:0   | Niemcy           | 15:1  | 15:8 | 15:3  |       |       |   |
| 19.08 | Rosja            | 3:0   | Niemcy           | 15:5  | 15:6 | 15:4  |       |       |   |
| 19.08 | Brazylia         | 3:0   | Korea Południowa | 15:3  | 15:5 | 15:10 |       |       |   |
| 20.08 | Korea Południowa | 3:0   | Niemcy           | 15:1  | 15:4 | 16:14 |       |       |   |
| 20.08 | Rosja            | 3:2   | Brazylia         | 15:11 | 7:15 | 4:15  | 15:9  | 18:16 |   |

### Drugi weekend

#### Grupa C
Chińskie Tajpej
| Data  | Drużyna 1         | Wynik | Drużyna 2 | 1     | 2     | 3     | 4     | 5     | * |
| ----- | ----------------- | ----- | --------- | ----- | ----- | ----- | ----- | ----- | - |
| 25.08 | Stany Zjednoczone | 3:2   | Brazylia  | 10:15 | 15:4  | 5:15  | 15:12 | 15:13 |   |
| 25.08 | Japonia           | 3:0   | Niemcy    | 15:4  | 15:12 | 15:8  |       |       |   |
| 26.08 | Brazylia          | 3:2   | Japonia   | 3:15  | 15:11 | 12:15 | 15:9  | 18:16 |   |
| 26.08 | Stany Zjednoczone | 3:0   | Niemcy    | 15:4  | 15:6  | 15:6  |       |       |   |
| 27.08 | Stany Zjednoczone | 3:1   | Japonia   | 15:10 | 13:15 | 15:10 | 15:10 |       |   |
| 27.08 | Brazylia          | 3:1   | Niemcy    | 15:8  | 15:10 | 13:15 | 15:6  |       |   |

#### Grupa D
Dżakarta
| Data  | Drużyna 1 | Wynik | Drużyna 2        | 1     | 2     | 3     | 4     | 5     | * |
| ----- | --------- | ----- | ---------------- | ----- | ----- | ----- | ----- | ----- | - |
| 25.08 | Chiny     | 3:0   | Korea Południowa | 15:9  | 15:9  | 15:13 |       |       |   |
| 25.08 | Kuba      | 3:0   | Rosja            | 15:12 | 15:9  | 15:3  |       |       |   |
| 26.08 | Kuba      | 3:1   | Korea Południowa | 15:9  | 15:10 | 14:16 | 15:2  |       |   |
| 26.08 | Rosja     | 3:2   | Chiny            | 7:15  | 15:5  | 13:15 | 15:8  | 15:12 |   |
| 27.08 | Rosja     | 3:1   | Korea Południowa | 15:7  | 9:15  | 15:13 | 18:16 |       |   |
| 27.08 | Kuba      | 3:1   | Chiny            | 15:10 | 15:10 | 12:15 | 15:9  |       |   |

### Trzeci weekend

#### Grupa E
Tokio
| Data  | Drużyna 1         | Wynik | Drużyna 2         | 1     | 2     | 3     | 4     | 5     | * |
| ----- | ----------------- | ----- | ----------------- | ----- | ----- | ----- | ----- | ----- | - |
| 01.09 | Korea Południowa  | 3:1   | Stany Zjednoczone | 15:11 | 14:16 | 15:10 | 15:5  |       |   |
| 01.09 | Japonia           | 3:1   | Rosja             | 15:8  | 15:12 | 14:16 | 15:10 |       |   |
| 02.09 | Korea Południowa  | 3:0   | Japonia           | 15:7  | 15:5  | 15:8  |       |       |   |
| 02.09 | Stany Zjednoczone | 3:2   | Rosja             | 15:13 | 11:15 | 15:6  | 11:15 | 15:13 |   |
| 03.09 | Rosja             | 3:2   | Korea Południowa  | 15:11 | 10:15 | 4:15  | 15:12 | 15:11 |   |
| 03.09 | Stany Zjednoczone | 3:2   | Japonia           | 15:7  | 12:15 | 11:15 | 13:15 | 18:16 |   |

#### Grupa F
Makau
| Data  | Drużyna 1 | Wynik | Drużyna 2 | 1     | 2     | 3     | 4     | 5     | * |
| ----- | --------- | ----- | --------- | ----- | ----- | ----- | ----- | ----- | - |
| 01.09 | Kuba      | 3:1   | Brazylia  | 15:8  | 15:10 | 4:15  | 16:14 |       |   |
| 01.09 | Chiny     | 3:0   | Niemcy    | 15:4  | 15:4  | 15:5  |       |       |   |
| 02.09 | Brazylia  | 3:0   | Niemcy    | 15:7  | 15:1  | 15:3  |       |       |   |
| 02.09 | Chiny     | 3:0   | Kuba      | 15:6  | 17:16 | 15:10 |       |       |   |
| 03.09 | Kuba      | 3:0   | Niemcy    | 15:10 | 15:4  | 15:7  |       |       |   |
| 03.09 | Chiny     | 3:2   | Brazylia  | 9:15  | 15:10 | 15:10 | 8:15  | 15:10 |   |

### Czwarty weekend

#### Grupa G
Hamamatsu
| Data  | Drużyna 1 | Wynik | Drużyna 2 | 1     | 2     | 3     | 4     | 5     | * |
| ----- | --------- | ----- | --------- | ----- | ----- | ----- | ----- | ----- | - |
| 08.09 | Kuba      | 3:2   | Rosja     | 7:15  | 15:11 | 15:4  | 2:15  | 15:11 |   |
| 08.09 | Brazylia  | 3:0   | Japonia   | 15:13 | 15:12 | 15:8  |       |       |   |
| 09.09 | Japonia   | 3:1   | Rosja     | 4:15  | 15:10 | 15:8  | 15:4  |       |   |
| 09.09 | Brazylia  | 3:1   | Kuba      | 15:12 | 15:13 | 11:15 | 15:10 |       |   |
| 10.09 | Kuba      | 3:1   | Japonia   | 15:4  | 16:14 | 4:15  | 15:6  |       |   |
| 10.09 | Brazylia  | 3:1   | Rosja     | 14:16 | 15:5  | 15:7  | 15:7  |       |   |

#### Grupa H
Pekin
| Data  | Drużyna 1         | Wynik | Drużyna 2        | 1     | 2     | 3    | 4    | 5    | * |
| ----- | ----------------- | ----- | ---------------- | ----- | ----- | ---- | ---- | ---- | - |
| 08.09 | Stany Zjednoczone | 3:2   | Korea Południowa | 8:15  | 9:15  | 15:7 | 15:9 | 15:9 |   |
| 08.09 | Chiny             | 3:0   | Niemcy           | 15:12 | 15:9  | 15:3 |      |      |   |
| 09.09 | Stany Zjednoczone | 3:1   | Niemcy           | 15:9  | 15:8  | 9:15 | 15:8 |      |   |
| 09.09 | Chiny             | 3:1   | Korea Południowa | 10:15 | 15:11 | 15:8 | 15:3 |      |   |
| 10.09 | Korea Południowa  | 3:0   | Niemcy           | 15:12 | 15:1  | 15:8 |      |      |   |
| 10.09 | Stany Zjednoczone | 3:1   | Chiny            | 7:15  | 15:7  | 15:8 | 15:9 |      |   |

### Tabela fazy eliminacyjnej
| Lp. | Drużyna           | Pkt | Mecze | Mecze | Mecze | Sety | Sety | Sety  | Małe punkty | Małe punkty | Małe punkty |
| Lp. | Drużyna           | Pkt | M     | W     | P     | wyg. | prz. | ratio | zdob.       | str.        | ratio       |
| --- | ----------------- | --- | ----- | ----- | ----- | ---- | ---- | ----- | ----------- | ----------- | ----------- |
| 1   | Kuba              | 22  | 12    | 10    | 2     | 33   | 15   | 2.200 | 616         | 526         | 1.171       |
| 2   | Stany Zjednoczone | 22  | 12    | 10    | 2     | 33   | 20   | 1.650 | 698         | 619         | 1.128       |
| 3   | Brazylia          | 20  | 12    | 8     | 4     | 31   | 17   | 1.824 | 648         | 495         | 1.309       |
| 4   | Chiny             | 19  | 12    | 7     | 5     | 28   | 19   | 1.474 | 608         | 520         | 1.169       |
| 5   | Korea Południowa  | 21  | 14    | 7     | 7     | 22   | 23   | 0.957 | 542         | 497         | 1.091       |
| 6   | Rosja             | 17  | 12    | 5     | 7     | 23   | 28   | 0.821 | 558         | 638         | 0.875       |
| 7   | Japonia           | 15  | 12    | 3     | 9     | 17   | 29   | 0.586 | 539         | 592         | 0.910       |
| 8   | Niemcy            | 12  | 12    | 0     | 12    | 2    | 36   | 0.056 | 255         | 563         | 0.453       |

Źródło: 
Punktacja: zwycięstwo – 2 pkt; porażka – 1 pkt
     awans do półfinału

## Faza finałowa

### Wyniki
| Data  | Drużyna 1         | Wynik | Drużyna 2 | 1     | 2     | 3     | 4     | 5     | * |
| ----- | ----------------- | ----- | --------- | ----- | ----- | ----- | ----- | ----- | - |
| 15.09 | Stany Zjednoczone | 3:1   | Kuba      | 15:13 | 11:15 | 15:10 | 16:14 |       |   |
| 15.09 | Brazylia          | 3:1   | Chiny     | 15:4  | 12:15 | 15:12 | 15:9  |       |   |
| 16.09 | Brazylia          | 3:1   | Kuba      | 14:16 | 15:2  | 15:11 | 15:13 |       |   |
| 16.09 | Stany Zjednoczone | 3:0   | Chiny     | 16:14 | 15:11 | 15:12 |       |       |   |
| 17.09 | Stany Zjednoczone | 3:2   | Brazylia  | 15:9  | 15:10 | 4:15  | 5:15  | 15:12 |   |
| 17.09 | Kuba              | 3:1   | Chiny     | 11:15 | 16:14 | 15:8  | 16:14 |       |   |

### Tabela turnieju finałowego
| Lp. | Drużyna           | Pkt | Mecze | Mecze | Mecze | Sety | Sety | Sety  | Małe punkty | Małe punkty | Małe punkty |
| Lp. | Drużyna           | Pkt | M     | W     | P     | wyg. | prz. | ratio | zdob.       | str.        | ratio       |
| --- | ----------------- | --- | ----- | ----- | ----- | ---- | ---- | ----- | ----------- | ----------- | ----------- |
| 1   | Stany Zjednoczone | 6   | 3     | 3     | 0     | 9    | 3    | 3.000 | 157         | 150         | 1.047       |
| 2   | Brazylia          | 5   | 3     | 2     | 1     | 8    | 5    | 1.600 | 177         | 136         | 1.301       |
| 3   | Kuba              | 4   | 3     | 1     | 2     | 5    | 7    | 0.714 | 152         | 167         | 0.910       |
| 4   | Chiny             | 3   | 3     | 0     | 3     | 2    | 9    | 0.222 | 128         | 161         | 0.795       |

Źródło: 
Punktacja: zwycięstwo – 2 pkt; porażka – 1 pkt

## Klasyfikacja końcowa
| Miejsce | Reprezentacja     |
| ------- | ----------------- |
| złoto   | Stany Zjednoczone |
| srebro  | Brazylia          |
| brąz    | Kuba              |
| 4.      | Chiny             |
| 5.      | Korea Południowa  |
| 6.      | Rosja             |
| 7.      | Japonia           |
| 8.      | Niemcy            |